# Daqingshan
Der Kreis Daqingshan  (chinesisch 大箐山县, Pinyin Dàqìngshān Xiàn) ist ein Landkreis der bezirksfreien Stadt Yichun in der chinesischen Provinz Heilongjiang im Nordosten der Volksrepublik China. Er hat eine Fläche von 3.613 km² und zählt 57.697 Einwohner (Stand: Zensus 2020).